# Mandaguari-preta

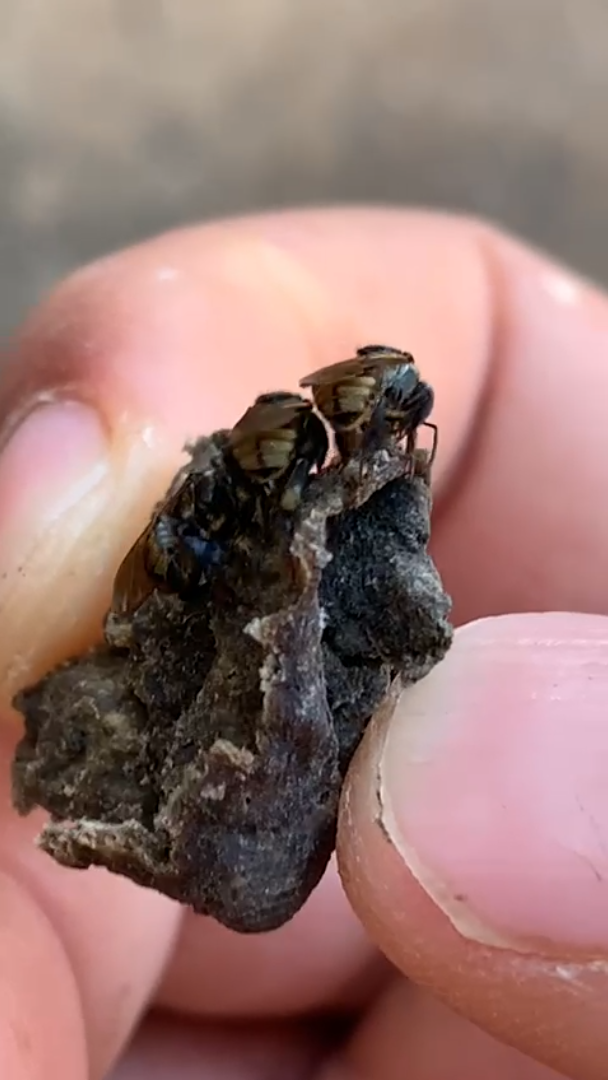
Imagem mostrando as 3 listras amarelas de cada lado da Mandaguari preta, o amarelo do abdômen pode ser mais forte dependendo da região.

Scaptotrigona postica, também localmente no Brasil como Mandaguari ou Mandaguari Preta, é uma espécie de abelha sem ferrão que vive principalmente no Brasil. É uma abelha eusocial na tribo Meliponini. S. postica é uma das 25 espécies do gênero Scaptotrigona e é um polinizador crucial das florestas tropicais brasileiras. Elas constroem seus ninhos em seções ocas de troncos de árvores, o que permite uma eficaz guarda na entrada do ninho. Essa espécie apresenta uma estrutura de colônia semelhante à maioria dos membros da tribo Meliponini, com três papéis dentro da colônia: rainha, operária e macho.
Indivíduos de S. postica têm diferentes formas de comunicação, desde hidrocarbonetos cuticulares até feromônios e trilhas de odor. A comunicação é especialmente útil durante a busca por néctar e pólen pelas florestas tropicais brasileiras. S. postica é um polinizador muito importante das florestas tropicais do Brasil e é amplamente apreciada por seu mel. As abelhas sem ferrão respondem por aproximadamente 30% de toda a polinização dos ecossistemas da Caatinga e Pantanal brasileiros e até 90% da polinização de muitas espécies da Mata Atlântica brasileira e da Amazônia.
Possui coloração preta e abdômen escuro, asas douradas e pequenas listras amarelas no final do abdômen.
Como todas as scaptotrigonas, são bastante populosas e defensivas, enroscando nos cabelos e mordiscando invasores. Sua criação exige EPI pelo meliponicultor para evitar distração e que entrem nos ouvidos, por exemplo.
Também é conhecida pelos nomes de abelha-canudo-preta, mandaguari, mijuí, sanharão e tibuna. Fácil de confundir com outras scaptotrigonas, principalmente pelos nomes populares (não confundir com Tubuna, Canudo, Benjoi nem Mandaguari Amarela).

## Nomes vernáculos

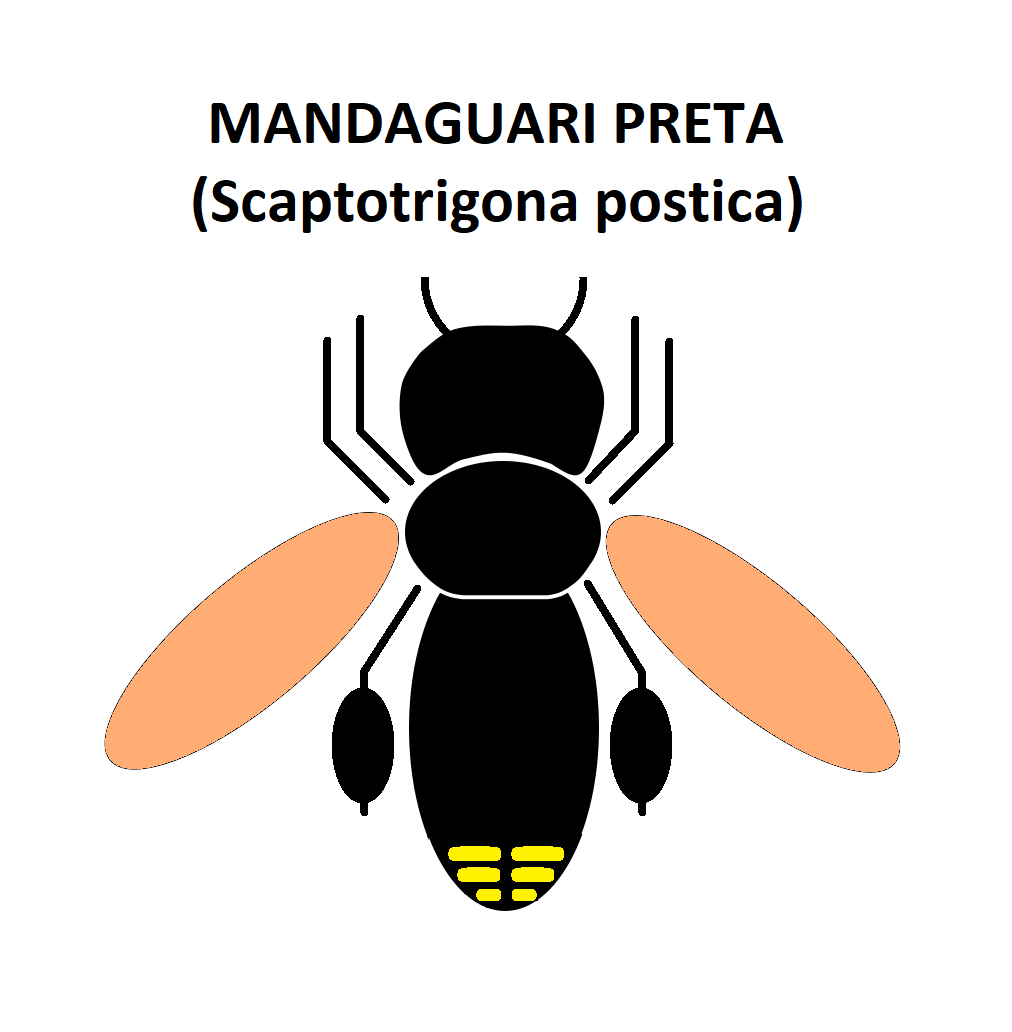
Existem diversas espécies de Scaptotrigonas. A imagem representa a Scaptotrigona postica e suas características físicas. A mandaguari preta possui asas amarronzadas, corpo, tórax e abdômen totalmente pretos, com 6 listras amarelas ao final do abdômen, que ao longe se parecem 3 listras.

- Warázu[3]: miðúʔei
- Rikbaktsa[4]: tsokmotsa